# Королаз рудобровий
Королаз рудобровий (Climacteris erythrops) — вид горобцеподібних птахів родини королазових (Climacteridae).

## Поширення
Ендемік Австралії. Поширений вздовж південно-східного узбережжя країни від південного Квінсленда на південь до Мельбурна.

## Опис
Тіло завдовжки 15-16 см і вагою до 23 г. Лоб, вершина голови, поперек та хвіст темно-сірого кольору. Кінчик хвоста попелястого кольору. Спина та крила темно-коричневі. Деякі криючі крил червонувато-коричневого забарвлення. Ділянка навколо очей іржаво-червоного забарвлення. Горло, брови та боки шиї бежеві. Груди, черево, боки і нижня частина хвоста темно-коричневі, окремі пір'їни мають світлу облямівку, що створює рябий візерунок. Самиці відрізняються червонуватим відтінком грудей та боків.

## Спосіб життя
Вид мешкає в лісах і на узліссях, уздовж водотоків і в балках. В гори піднімається на висоту до 1500 м над рівнем моря. Осілі птахи. Активні вдень. Тримаються парами або невеликими групами. Більшу частину дня проводять у пошуках поживи. Живляться комахами, їх личинками, яйцями та іншими безхребетними, збираючи їх на стовбурах, гілках та під корою дерев.
Моногамні птахи. Сезон розмноження триває з серпня по січень. За сезон буває дві кладки. Гнізда будують у дуплах. Дно вистелюють травою та мохом. У гнізді 2-3 яйця. Інкубація триває два тижні. Про пташенят піклуються обидва партнери. Інколи їм допомагають самці попередніх виводків. Гніздо залишають через 20 днів.